# 李祖铭
李祖铭（1948年—），汉族，中华人民共和国政治人物、第十一届全国政协委员。
担任国家京剧院一级演奏员。2008年，当选第十一届全国政协委员，代表文化艺术界，分入第二十六组。